# Comuna Kovali, Horol
Kovali (în ucraineană Ковалі) este o comună în raionul Horol, regiunea Poltava, Ucraina, formată din satele Barîlove, Kovali (reședința) și Meliușkî.

## Demografie
Componența lingvistică a comunei Kovali
     Ucraineană (97,21%)
     Rusă (2,17%)
     Alte limbi (0,54%)
Conform recensământului din 2001, majoritatea populației comunei Kovali era vorbitoare de ucraineană (97,21%), existând în minoritate și vorbitori de rusă (2,17%).